# Francisco Roig
Francisco Roig Genís (* 1. April 1968 in Barcelona) ist ein ehemaliger spanischer Tennisspieler, der hauptsächlich im Doppel erfolgreich war.

## Leben
Roig wurde 1987 Tennisprofi und spielte zunächst auf der ATP Challenger Tour. Im Jahr darauf stand er im Finale der Challenger-Turniere von Saragossa und Rio de Janeiro. 1990 gewann er seinen ersten Einzeltitel sowie drei Doppeltitel auf der Challenger-Tour. Zusammen mit Tomás Carbonell gewann er 1991 seinen ersten Doppeltitel auf der ATP World Tour. Bis 1996 folgten insgesamt neun Doppeltitel, sieben davon mit Carbonell. Im Laufe seiner Karriere stand er darüber hinaus in 12 Finalpartien. Im Einzel erreichte er nie ein Finale. Seine höchste Notierung in der Tennis-Weltrangliste erreichte er 1992 mit Position 60 im Einzel sowie 1995 mit Position 23 im Doppel.
Sein bestes Einzelergebnis bei Grand-Slam-Turnieren war eine Drittrundenteilnahme bei den French Open 1989. Im Doppel stand er 1997 an der Seite von Tomás Carbonell im Viertelfinale der French Open.
Roig absolvierte 1997 eine Doppelbegegnung für die spanische Davis-Cup-Mannschaft. Bei der Viertelfinalniederlage der Weltgruppe gegen Italien trat er an der Seite von Javier Sánchez im Doppel gegen Omar Camporese und Diego Nargiso an, sie verloren in vier Sätzen. 1997 gewann er mit der Mannschaft den World Team Cup, im Finale gewann er mit Tomás Carbonell gegen Todd Woodbridge und Mark Woodforde aus Australien.

## Erfolge
| Legende                           |
| Grand Slam                        |
| Tennis Masters Cup                |
| ATP Masters Series                |
| ATP International Series Gold (1) |
| ATP International Series (8)      |
| ATP Challenger Tour (12)          |

### Einzel

#### Turniersiege
| Nr. | Datum              | Turnier      | Belag     | Finalgegner      | Ergebnis        |
| --- | ------------------ | ------------ | --------- | ---------------- | --------------- |
| 1.  | 4. April 1988      | Madeira      | Hartplatz | Richard Fromberg | 6:4, 1:0 aufgg. |
| 2.  | 10. September 1990 | Azoren       | Hartplatz | Chris Pridham    | 6:3, 2:6, 6:4   |
| 3.  | 23. September 1996 | Sevilla      | Sand      | Tamer El Sawy    | 6:3, 6:4        |
| 4.  | 27. Juni 1997      | Braunschweig | Sand      | Félix Mantilla   | 6:2, 2:6, 6:2   |

### Doppel

#### Turniersiege

##### ATP Tour
| Nr. | Datum             | Turnier    | Belag | Partner         | Finalgegner                       | Ergebnis      |
| --- | ----------------- | ---------- | ----- | --------------- | --------------------------------- | ------------- |
| 1.  | 4. August 1991    | Kitzbühel  | Sand  | Tomás Carbonell | Pablo Arraya Dmytro Poljakow      | 6:7, 6:2, 6:4 |
| 2.  | 15. November 1992 | São Paulo  | Sand  | Diego Pérez     | Christer Allgårdh Carl Limberger  | 6:2, 7:6      |
| 3.  | 11. Oktober 1992  | Athen      | Sand  | Tomás Carbonell | Marcelo Filippini Mark Koevermans | 6:3, 6:4      |
| 4.  | 28. August 1994   | Umag       | Sand  | Diego Pérez     | Karol Kučera Paul Wekesa          | 6:2, 6:4      |
| 5.  | 28. März 1995     | Casablanca | Sand  | Tomás Carbonell | Emanuel Couto João Cunha e Silva  | 6:4, 6:1      |
| 6.  | 16. Juni 1995     | Porto      | Sand  | Tomás Carbonell | Jordi Arrese Àlex Corretja        | 6:3, 7:6      |
| 7.  | 23. Juli 1995     | Stuttgart  | Sand  | Tomás Carbonell | Ellis Ferreira Jan Siemerink      | 3:6, 6:3, 6:4 |
| 8.  | 8. Oktober 1995   | Valencia   | Sand  | Tomás Carbonell | Tom Kempers Jack Waite            | 7:5, 6:3      |
| 9.  | 14. April 1996    | Estoril    | Sand  | Tomás Carbonell | Tom Nijssen Greg Van Emburgh      | 6:3, 6:2      |

##### Challenger Tour
| Nr. | Datum              | Turnier      | Belag     | Partner              | Finalgegner                         | Ergebnis      |
| --- | ------------------ | ------------ | --------- | -------------------- | ----------------------------------- | ------------- |
| 1.  | 7. Mai 1990        | Ljubljana    | Sand      | Carlos Costa         | Omar Camporese Mark Koevermans      | 6:7, 6:4, 6:4 |
| 2.  | 17. September 1990 | Messina      | Sand      | Germán López Montoya | Pablo Arraya Carlos Costa           | 6:3, 6:2      |
| 3.  | 8. Oktober 1990    | Casablanca   | Sand      | Juan Carlos Báguena  | Sláva Doseděl Richard Krajicek      | 6:4, 5:7, 7:5 |
| 4.  | 2. September 1991  | Venedig      | Sand      | Jordi Arrese         | Franco Davín Marcelo Filippini      | 6:3, 6:2      |
| 5.  | 13. März 1995      | Agadir       | Sand      | Jordi Burillo        | Jordi Arrese José Antonio Conde     | 6:3, 1:6, 7:6 |
| 6.  | 11. November 1996  | Andorra      | Hartplatz | Tomás Carbonell      | Nebojša Đorđević Aleksandar Kitinov | 6:2, 4:6, 6:1 |
| 7.  | 13. Oktober 1997   | Kairo        | Sand      | Tomás Carbonell      | Wayne Arthurs Eyal Ran              | 6:3, 6:3      |
| 8.  | 15. Juni 1998      | Braunschweig | Sand      | Tomás Carbonell      | Juan Balcells Emanuel Couto         | 6:2, 7:6      |

#### Turniersiege
| Nr. | Datum              | Turnier           | Belag       | Partner             | Finalgegner                         | Ergebnis      |
| --- | ------------------ | ----------------- | ----------- | ------------------- | ----------------------------------- | ------------- |
| 1.  | 1. November 1992   | Guarujá           | Hartplatz   | Diego Pérez         | Christer Allgårdh Carl Limberger    | 4:6, 3:6      |
| 2.  | 29. August 1993    | Umag              | Sand        | Jordi Arrese        | Filip Dewulf Tom Vanhoudt           | 4:6, 5:7      |
| 3.  | 24. Oktober 1994   | Santiago de Chile | Sand        | Tomás Carbonell     | Karel Nováček Mats Wilander         | 6:4, 6:7, 6:7 |
| 4.  | 7. November 1994   | Buenos Aires      | Sand        | Tomás Carbonell     | Sergio Casal Emilio Sánchez Vicario | 3:6, 2:6      |
| 5.  | 6. Februar 1995    | Dubai             | Hartplatz   | Tomás Carbonell     | Grant Connell Patrick Galbraith     | 2:6, 6:4, 3:6 |
| 6.  | 27. Februar 1995   | Rotterdam         | Teppich (i) | Tomás Carbonell     | Martin Damm Anders Järryd           | 3:6, 2:6      |
| 7.  | 25. März 1996      | Casablanca        | Sand        | Tomás Carbonell     | Jiří Novák David Rikl               | 6:7, 3:6      |
| 8.  | 15. Juli 1996      | Stuttgart         | Sand        | Tomás Carbonell     | Libor Pimek Byron Talbot            | 2:6, 7:5, 4:6 |
| 9.  | 16. Februar 1998   | Antwerpen         | Hartplatz   | Tomás Carbonell     | Wayne Ferreira Jewgeni Kafelnikow   | 5:7, 6:3, 2:6 |
| 10. | 19. Oktober 1998   | Lyon              | Teppich (i) | Tomás Carbonell     | Olivier Delaître Fabrice Santoro    | 2:6, 2:6      |
| 11. | 19. September 1999 | Mallorca          | Sand        | Alberto Berasategui | Lucas Arnold Ker Tomás Carbonell    | 6:4, 3:6, 0:6 |
| 12. | 6. Mai 2001        | Mallorca          | Sand        | Feliciano López     | Donald Johnson Jared Palmer         | 5:7, 3:6      |